# (5645) 1990 SP
(5645) 1990 SP è un asteroide eccentrico, classificato come oggetto vicino alla Terra del gruppo asteroide Apollo, di circa 1,7 chilometri di diametro. È stato scoperto il 20 settembre 1990 dall'astronomo scozzese-australiano Robert McNaught al Siding Spring Observatory di Canberra, in Australia. Gli scienziati hanno detto che ha una probabilità di "1 su 364 miliardi" di scontrarsi con la Terra.

## Orbita e classificazione
L'asteroide orbita attorno al Sole a una distanza di 0,8-1,9 U.A. una volta ogni 1 anno e 7 mesi (576 giorni). La sua orbita ha un'eccentricità di 0,39 e un'inclinazione di 14° rispetto all'eclittica.
Questo asteroide vicino alla Terra ha una distanza minima di intersezione dell'orbita terrestre di 0,055 U.A. (8.200.000 km), solo leggermente al di sopra della distanza minima soglia di 19,5 distanze lunari (0,05 U.A.) per renderlo un oggetto potenzialmente pericoloso. Si avvicina anche a Marte. Il 14 aprile 1969, ha superato il Pianeta Rosso a soli 0,013 UA (1.900.000 km).